# Notocelia
Notocelia är ett släkte av fjärilar som beskrevs av Jacob Hübner 1825. Notocelia ingår i familjen vecklare.

## Bildgalleri

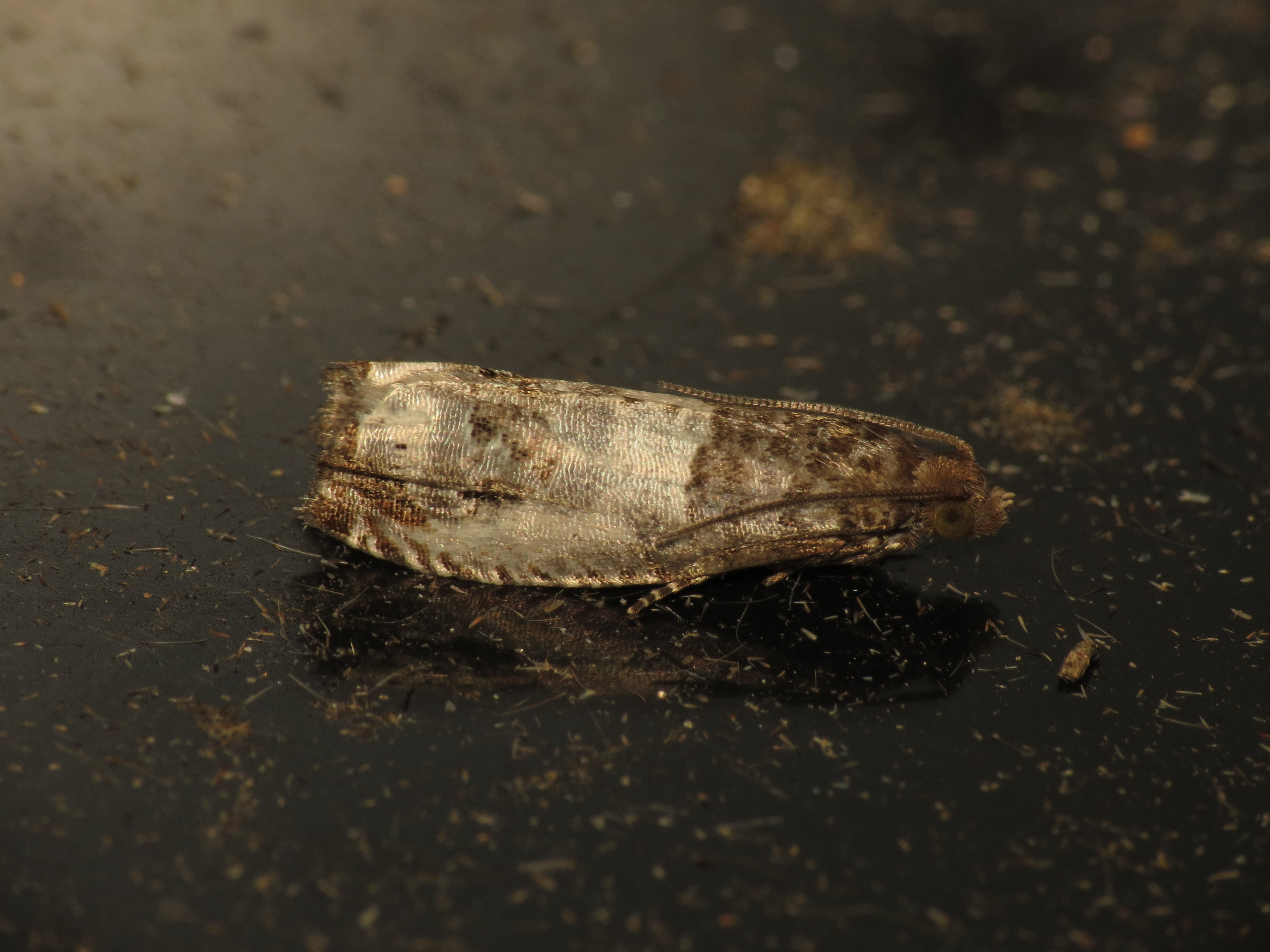
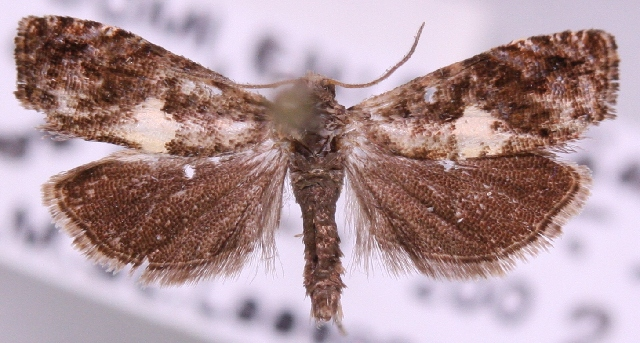

## Dottertaxa tillNotocelia, i alfabetisk ordning[1][2]
- Notocelia amoenana
- Notocelia argutana
- Notocelia aritai
- Notocelia autolitha
- Notocelia culminana
- Notocelia cynosbatella
- Notocelia donaldana
- Notocelia illotana
- Notocelia imprimata
- Notocelia incarnatana
- Notocelia jaspidana
- Notocelia junctana
- Notocelia kurosawai
- Notocelia lavata
- Notocelia longispina
- Notocelia mediterranea
- Notocelia nigripunctata
- Notocelia nimia
- Notocelia nobilis
- Notocelia orientana
- Notocelia plumbea
- Notocelia punicana
- Notocelia roborana
- Notocelia rosaecolana
- Notocelia scotodes
- Notocelia suffusana
- Notocelia tetragonana
- Notocelia trebiana
- Notocelia trimaculana
- Notocelia uddmanniana
- Notocelia udmanniana
- Notocelia yakushimensis